# سوني بوي
سوني بوي (بالإنجليزية: Sunny Boy)‏ هو مغني ناميبي، ولد في 13 مارس 1983 في أوشاكاتي في ناميبيا.

## وصلات خارجية
- الموقع الرسمي